# Paraphlepsius supinus
Paraphlepsius supinus är en insektsart som beskrevs av Delong 1938. Paraphlepsius supinus ingår i släktet Paraphlepsius och familjen dvärgstritar. Inga underarter finns listade i Catalogue of Life.